# Izoterma Everetta
Izoterma Everetta, czyli równanie izotermy adsorpcji Everetta, opisuje adsorpcję z dwuskładnikowej mieszaniny dwu cieczy na energetycznie jednorodnej (homogenicznej) powierzchni ciała stałego. Model zjawiska będący u podstaw tego równania zawiera założenie, że warstwa adsorpcyjna ma charakter monowarstwy oraz cząsteczki obu cieczy zajmują na powierzchni adsorbentu tyle samo miejsca. Procesowi adsorpcji dowolnej cząsteczki towarzyszy zawsze proces desorpcji innej cząsteczki (tzw. model adsorpcji konkurencyjnej). Równanie Everetta jest analogiem izotermy Langmuira w adsorpcji gazu (dla jednego składnika).
Równanie Everetta może również dobrze opisać adsorpcję w mieszaninie gazowej dwuskładnikowej, jeśli ciśnienie jest tak duże, że cała monowarstwa jest zapełniona przez cząsteczki obu gazów.
Równanie izotermy Everetta określa skład fazy powierzchniowej (warstwy zaadsorbowanej) w funkcji składu fazy objętościowej (ciecz):
{\displaystyle x_{1}^{s}={\frac {Kx_{1}^{l}}{1+(K-1)x_{1}^{l}}},}
gdzie: {\displaystyle x_{i}^{l},} {\displaystyle x_{i}^{s}} – ułamek molowy składnika {\displaystyle i} w fazie ciekłej {\displaystyle (l)} i powierzchniowej {\displaystyle (s),} {\displaystyle K} – stała równowagi.
Dla ułamków molowych w mieszaninie k-składnikowej:
{\displaystyle \sum _{i=1}^{k}x_{i}=1.}
Równanie to można przedstawić w symetrycznej względem obu składników postaci podkreślającej konkurencyjny charakter adsorpcji w mieszaninie ciekłej:
{\displaystyle x_{1}^{s}={\frac {K_{12}x_{12}^{l}}{1+K_{12}x_{12}^{l}}}} lub
{\displaystyle 1-x_{1}^{s}=x_{2}^{s}={\frac {K_{21}x_{21}^{l}}{1+K_{21}x_{21}^{l}}},}
gdzie {\displaystyle K_{12}=K} – stała równowagi odpowiadająca konkurencji cząsteczek składników „1” oraz „2” o miejsce w fazie adsorpcyjnej; dla dowolnych składników {\displaystyle i,j} mamy:
{\displaystyle K_{ij}=1/K_{ji}=K_{i}/K_{j}=K_{o,ij}\exp \left(E_{ij}/RT\right),}
{\displaystyle E_{ij}=E_{i}-E_{j},}
{\displaystyle x_{ij}^{l}=x_{i}^{l}/x_{j}^{l}.}
Jeżeli uwzględnimy, że faza powierzchniowa ma w tym modelu stałą pojemność {\displaystyle n_{m},} wówczas otrzymamy prosty związek składu obu faz – powierzchniowej i objętościowej – nadmiarem powierzchniowym:
{\displaystyle n_{1}^{e}=n_{m}\left(x_{1}^{s}-x_{1}^{l}\right),}
gdzie: {\displaystyle n_{1}^{e}} – nadmiar powierzchniowy ({\displaystyle e} – ang. excess), {\displaystyle n_{m}} – pojemność fazy powierzchniowej.
Najczęściej używana liniowa forma izotermy Everetta pozwala na łatwe przedstawienie danych adsorpcji dostępnych bezpośrednio z eksperymentu (skład fazy ciekłej i nadmiar powierzchniowy) w postaci zależności liniowej, która pozwala na proste określenie parametrów adsorpcji
{\displaystyle {\frac {x_{1}^{l}x_{2}^{l}}{n_{1}^{e}}}={\frac {1}{n_{m}(K_{12}-1)}}+{\frac {1}{n_{m}}}x_{1}^{l}.}
Inne używane formy liniowe izotermy Everetta to
{\displaystyle {\frac {x_{2}^{l}}{n_{1}^{e}}}={\frac {1}{n_{m}\left(K_{12}-1\right)}}\cdot {\frac {1}{x_{1}^{l}}}+{\frac {1}{n_{m}}},}
{\displaystyle {\frac {x_{1}^{l}}{n_{1}^{e}}}={\frac {1}{n_{m}\left(K_{12}-1\right)}}+{\frac {K_{12}}{n_{m}\left(K_{12}-1\right)}}\cdot x_{12}^{l}.}